# Championnat de Bulgarie de football 1945
Navigation
Saison précédente Saison suivante
La saison 1945 du Championnat de Bulgarie de football était la 21e édition du championnat de première division en Bulgarie. Elle déroule sous forme de coupe à, élimination directe en matchs aller et retour.
C'est le club du Lokomotiv Sofia qui remporte l'épreuve, après s'être imposé en finale face au Sportist Sofia. Il s'agit du 2e titre de champion de Bulgarie du Lokomotiv, après celui remporté en 1940.

## Compétition

### Premier tour
| Équipe 1                 | Résultat | Équipe 2                  | Match | Appui |
| ------------------------ | -------- | ------------------------- | ----- | ----- |
| Botev Byala Slatina      | 2 - 3    | ZhSK-Botev Pleven         |       |       |
| Orlovets Gabrovo         | 1 - 0    | Hadzhi Slavchev Pavlikeni |       |       |
| Botev Mihailovgrad       | 0 - 1    | Benkovski Vidin           |       |       |
| Borislav Borisovgrad     | 4 - 3    | ZhSK Stara Zagora         | 3 - 3 | 1 - 0 |
| Botev Gorna Dzhumaya     | 3 - 1    | Lokomotiv Pernik          |       |       |
| Levski-Dorostol Silistra | 0 - 2    | Angel Kanchev-Levski Ruse |       |       |
| Nikolay Laskov Yambol    | 2 - 1    | Slavia Burgas             |       |       |
| PFK Levski Sofia         | 4 - 0    | ZhSK-Levski Plovdiv       |       |       |

### Deuxième tour
| Équipe 1                  | Résultat | Équipe 2         |
| ------------------------- | -------- | ---------------- |
| Benkovski Vidin           | 1 - 2    | Sportist Sofia   |
| Angel Kanchev-Levski Ruse | 1 - 2    | FK Spartak Varna |
| Stamo Kostov Popovo       | 1 - 2    | TV 45 Varna      |
| ZhSK-Botev Plovdiv        | 1 - 4    | Lokomotiv Sofia  |
| Orlovets Gabrovo          | 2 - 0    | Vihar Dobrich    |
| Nikolay Laskov Yambol     | 0 - 3    | Botev Plovdiv    |
| Borislav Borisovgrad      | 1 - 3    | SP 45 Plovdiv    |
| Botev Gorna Dzhumaya      | 1 - 2    | PFK Levski Sofia |

### Quarts de finale
| Équipe 1         | Résultat | Équipe 2         | Match | Appui |
| ---------------- | -------- | ---------------- | ----- | ----- |
| Botev Plovdiv    | 0 - 2    | Lokomotiv Sofia  |       |       |
| FK Spartak Varna | 3 - 0    | Orlovets Gabrovo |       |       |
| SP 45 Plovdiv    | 6 - 3    | TV 45 Varna      | 2 - 2 | 4 - 1 |
| Sportist Sofia   | 2 - 1    | PFK Levski Sofia |       |       |

### Demi-finales
| Équipe 1       | Résultat | Équipe 2         | Match | Appui      |
| -------------- | -------- | ---------------- | ----- | ---------- |
| SP 45 Plovdiv  | 0 - 1    | Lokomotiv Sofia  | 0 - 0 | 0 - 1 a.p. |
| Sportist Sofia | 3 - 2    | FK Spartak Varna |       |            |

### Finale
| Équipe 1        | Résultat | Équipe 2       | Aller | Retour |
| --------------- | -------- | -------------- | ----- | ------ |
| Lokomotiv Sofia | 4 - 2    | Sportist Sofia | 3 - 1 | 1 - 1  |

## Bilan de la saison
| Championnat de Bulgarie de football 1945 |                            |
| Champion                                 | Lokomotiv Sofia (2e titre) |
| Coupes et trophées                       |                            |
| Vainqueur de la Coupe de Bulgarie 1945   | Non disputée               |
| Promotions et relégations                |                            |
| Promus en A PFL                          | Aucun                      |
| Relégués en B PFL                        | Aucun                      |